# Kansas City Wizards 1997
Questa voce raccoglie le informazioni riguardanti i Kansas City Wizards nelle competizioni ufficiali della stagione 1997.

## Rosa
| N. |                        | Ruolo | Calciatore       |
| -- | ---------------------- | ----- | ---------------- |
| 0  | Stati Uniti (bandiera) | P     | Mike Ammann      |
| 2  | Stati Uniti (bandiera) | D     | Steve Pittman    |
| 3  | Inghilterra (bandiera) | A     | Paul Wright      |
| 4  | Scozia (bandiera)      | D     | Richard Gough    |
| 6  | Stati Uniti (bandiera) | D     | Sean Bowers      |
| 7  | Stati Uniti (bandiera) | C     | Diego Gutiérrez  |
| 8  | Stati Uniti (bandiera) | C     | Damian Silvera   |
| 8  | Stati Uniti (bandiera) | A     | Jamel Mitchell   |
| 9  | Stati Uniti (bandiera) | A     | Ryan Tinsley     |
| 10 | Scozia (bandiera)      | A     | Mo Johnston      |
| 11 | Stati Uniti (bandiera) | C     | Preki            |
| 12 | Zimbabwe (bandiera)    | A     | Vitalis Takawira |

| N. |                        | Ruolo | Calciatore        |
| -- | ---------------------- | ----- | ----------------- |
| 13 | Stati Uniti (bandiera) | C     | Mark Chung        |
| 14 | Stati Uniti (bandiera) | A     | Frank Klopas      |
| 16 | Stati Uniti (bandiera) | C     | John Diffley      |
| 17 | Stati Uniti (bandiera) | C     | Edmundo Rodriguez |
| 18 | Stati Uniti (bandiera) | P     | Chris Snitko      |
| 19 | Stati Uniti (bandiera) | C     | Jake Dancy        |
| 19 | Liberia (bandiera)     | D     | Dionysius Sebwe   |
| 20 | Nigeria (bandiera)     | D     | Uche Okafor       |
| 21 | Stati Uniti (bandiera) | C     | Matt McKeon       |
| 22 | Stati Uniti (bandiera) | A     | Brian Johnson     |
| 23 | Stati Uniti (bandiera) | A     | Nino DaSilva      |
| 27 | Stati Uniti (bandiera) | D     | John DeBrito      |